# استالویرا اورشوش
استالویرا اورشوش (به روسی: Стальвира Оршуш؛ زادهٔ ۲۴ مارس ۱۹۹۴) یک کشتی‌گیر آزادکار اهل روسیه است. وی سابقه حضور در المپیک ۲۰۲۰ توکیو را دارد.